# Сенджинкун
Сенджинкун (на японски: 戦陣訓) представлява малък военен кодекс на имперската японска армия, издаден на 8 януари 1941 г. от името на тогавашния министър на войната Тоджо Хидеки.
Той се използва от началото на военните действия на Тихоокеанския театър на Втората световна война. Кодексът се възприема като допълнение към Имперския декрет към войниците и моряците, който е задължително четиво за японските войници. В Сенджинкун се съдържат редица призиви относно военните правила, бойната готовност, бойният дух, синовното уважение, почит към ками (шинтоистки божества) и кокутай (японската държава, букв. „форма на държавността“). Според него, на войниците е забранено да се предават и да отстъпват. Думите „Никога не допускай да поемеш срама да си военнопленник.“ е цитиран често като причина за редицата самоубийства, извършени от военните или цивилни в края на войната. Японските войници биват инструктирани да бъдат милостиви спрямо тези, които се предадат, което е записано заради по-ранни инциденти на бойното поле свързани с военни престъпления. В заключителния етап на войната, кодексът се раздава и на цивилното население като част от усилията за подготовка за предполагаема инвазия на съюзниците на главните японски острови. (виж. операция „Падение“)

## Извадки от кодекса
Бойното поле е мястото, където имперската армия, действаща според заповедите на имперското командване, демонстрира своите истински качества, завладява винаги когато атакува, печели винаги когато е в бой, разпространявайки императорската воля надлъж и нашир така, че врагът да изпита страхопочитание пред царствените добродетели на Негово Величество.
Имперският декрет относно въоръжените сили е ясно формулиран, докато правилата ясно определят поведението в бой и методите на обучение. Обстановката на бойното поле, обаче, кара войниците да забравят своя дълг и да се поддават на непосредствените събития. Те трябва да са внимателни, иначе ще действат в разрез с военния си дълг. Целта на този кодекс е да посочи конкретни правила за поведение, като се има предвид опита, така че на бойното поле войниците да следват имперския декрет и да са символ на моралните добродетели, присъщи на имперската армия.